# Wilsonville (Oregon)
Wilsonville és una població dels Estats Units a l'estat d'Oregon. Segons el cens del 2000 tenia 13.991 habitants.

## Demografia
Segons el cens del 2000, Wilsonville tenia 13.991 habitants, 5.937 habitatges, i 3.775 famílies. La densitat de població era de 805,1 habitants per km².
Dels 5.937 habitatges en un 30,4% hi vivien nens de menys de 18 anys, en un 51,5% hi vivien parelles casades, en un 8,3% dones solteres, i en un 36,4% no eren unitats familiars. En el 28,3% dels habitatges hi vivien persones soles el 9,7% de les quals corresponia a persones de 65 anys o més que vivien soles. El nombre mitjà de persones vivint en cada habitatge era de 2,34 i el nombre mitjà de persones que vivien en cada família era de 2,89.
Per edats la població es repartia de la següent manera: un 24,6% tenia menys de 18 anys, un 9,4% entre 18 i 24, un 31,4% entre 25 i 44, un 20,2% de 45 a 60 i un 14,4% 65 anys o més.
L'edat mediana era de 35 anys. Per cada 100 dones de 18 o més anys hi havia 91,7 homes.
La renda mediana per habitatge era de 52.515$ i la renda mediana per família de 65.172$. Els homes tenien una renda mediana de 43.480$ mentre que les dones 28.395$. La renda per capita de la població era de 29.786$. Aproximadament el 3% de les famílies i el 5,6% de la població estaven per davall del llindar de pobresa.

## Poblacions més properes
El següent diagrama mostra les poblacions més properes.